# An Han-bong
An Han-bong (coreà: 安漢奉?)  (Haenam County, 15 d'octubre de 1968) és un ex-lluitador sud-coreà, especialista en la lluita grecoromana, que va competir durant les dècades de 1980 i 1990.
El 1992 va prendre part en els Jocs Olímpics de Barcelona, on guanyà la medalla d'or en la prova del pes gall del programa de lluita grecoromana. En el seu palmarès també destaquen una medalla de plata i una de bronze al Campionat del món de lluita, dues d'or al Campionat d'Àsia de lluita i una d'or als Jocs Asiàtics.